# Насіковський Олександр Володимирович
Олександр Володимирович Насіковський (нар. 5 грудня 1978, м. Бровари, Київська обл.) — український підприємець, керуючий партнер групи компаній DIM, член ради директорів Конфедерації будівельників України

## Життєпис
Олександр Насіковський народився 5 грудня 1978 року в Броварах. У 1994 році закінчив Броварську середню школу № 3.

### Освіта
Після школи навчався у Київському геологорозвідувальному технікумі на спеціальності «Буріння свердловин». Потім вивчав менеджмент організацій в Кременчуцькому університеті економіки, інформаційних технологій і управління.
У 2017 році Олександр Насіковський вступив на навчання на курсі Presidents' MBA в Києво-Могилянській бізнес-школі.

### Бізнес
У 2000 році Олександр Насіковський розпочав власну першу справу — відкрив цех з виробництва металопластикових конструкцій. Пізніше цех переріс у віконну фабрику «ОЛТА». Станом на грудень 2019 року компанія входила до трійки лідерів Київської області з виробництва віконних і дверних конструкцій[джерело?].
У 2007 році Насіковський заснував проектно-будівельну компанію «АРСАН-БУД». Першими об'єктами компанії були таунхауси і малоквартирні будинки у Броварах.
У 2011-му Насіковський створив архітектурне бюро «АМН» (Абсолютні Можливості Нерухомості).
Група компаній DIM
У 2014 році Олександр Насіковський заснував девелоперську компанію DIM. 20 травня того ж року було прийнято рішення об'єднати її з низкою інших підприємств під одним загальним брендом — Група компаній DIM.
Станом на грудень 2019 компанія ввела в експлуатацію 3 проекти (ЖК «Соборний», м. Бровари, «Фамільний», м. Бровари, «Автограф», м. Київ) та будує ще 6.

## Родина
Одружений. Батько трьох дітей. Дружина Анна Насіковська — співвласниця групи компаній DIM.

## Відзнаки
- Нагороджений орденом «Професіонал року» за результатами Національного бізнес-рейтингу (2017).[10]
- Увійшов до Топ-25 успішних менеджерів українських компаній у рейтингу журналу «Власть денег» (2021).[11]
- Визнаний одним із трьох кращих топ-менеджерів України в рейтингу журналу «Фокус» у номінації «Нерухомість» (2021).[12]